# Masashi Andō
Masashi Andō (安藤雅司, Andō Masashi), né en 1969 à Hiroshima, est un animateur japonais connu pour avoir travaillé avec Hayao Miyazaki, Isao Takahata et Satoshi Kon.

## Filmographie
Réalisateur
- 2022 : Le Roi Cerf

Direction de l’animation, character design
- 1995 :  On Your Mark : character design, direction de l’animation
- 1997 : Princesse Mononoké : character design, direction de l’animation
- 2001 : Le Voyage de Chihiro : character design, direction de l’animation
- 2003 : Tokyo Godfathers : direction de l’animation, animation clé
- 2004 : Paranoia Agent : character design, direction de l’animation, animation clé
- 2006 : Paprika : character design, direction de l’animation
- 2012 : Lettre à Momo : character design, direction de l’animation, animation clé
- 2013 : Le Conte de la princesse Kaguya : direction de l’animation
- 2014 : Souvenirs de Marnie : scénario, character design, direction de l’animation
- 2016 : Your name. : direction de l'animation

Autre
- 1991 : Souvenirs goutte à goutte : intervalles
- 1992 : Porco Rosso : animation clé
- 1993 : Je peux entendre l'océan : animation clé
- 1994 : Pompoko : animation clé
- 1995 : Si tu tends l'oreille : animation clé
- 1996 : La Légende de Zorro : animation clé
- 1999 : Mes voisins les Yamada : animation clé
- 2002 : Overman King Gainer : animation clé (ép. 1, 26)
- 2003 : Animatrix : animation clé (Histoire d’un enfant)
- 2004 : Ghost in the Shell 2: Innocence : animation clé
- 2004 : Ghost in the Shell: Stand Alone Complex 2nd GIG : animation clé (ép. 18, 21-22)
- 2004 : Détective Conan : Le Magicien du ciel argenté : comité de production (Shogakukan)
- 2006 : Amer Béton : animation clé
- 2007 : Dennō Coil : animation clé (ép. 11, 22, 26)
- 2011 : Un drôle de père : animation clé (ép. 4-5, 10)
- 2012 : Evangelion: 3.0 You Can (Not) Redo : animation clé

## Sources
- (ja) « 新たなる船出・思い出のマーニー（下）…監督と肩並べ作画構想。 ジブリ作品１３年ぶり、安藤雅司 » [« Premières retrouvailles avec le studio Ghibli en treize ans, Masashi Andō »], Yomiuri shinbun,‎ 27 juin 2014 (lire en ligne)
- Autres collaborateurs du studio Ghibli,  buta-connection.net
- (en) Andrew Osmond, Spirited away, Palgrave Macmillan, coll. « BFI film classics », 2008 (ISBN 1844572307), p. 88-89